# Decaspermum parvifolium
Decaspermum parvifolium är en myrtenväxtart som först beskrevs av Henry Nicholas Ridley, och fick sitt nu gällande namn av Andrew John Scott. Decaspermum parvifolium ingår i släktet Decaspermum och familjen myrtenväxter. Inga underarter finns listade i Catalogue of Life.